# Politikai parókializmus
A politikai parókializmus olyan politizálás, amely helyi érdekekre és értékekre helyezi a hangsúlyt, és háttérbe szorítja a szélesebb, például a nemzeti érdekeket és nézőpontokat.  
Egy fajtája a "húsoshordó politika" (az angol "pork barrel" politikából fordítva), amely azt jelenti, hogy a kormány azért költ helyi projektekre, hogy egy választókörzetbe pénzt juttasson. Választási kampányokban pejoratív értelemben a választók megvásárlására tett kísérletet értenek alatta.

## Fordítás
Ez a szócikk részben vagy egészben  a   Pork barrel című angol Wikipédia-szócikk ezen változatának fordításán alapul.  Az eredeti cikk szerkesztőit annak laptörténete sorolja fel. Ez a jelzés csupán a megfogalmazás eredetét és a szerzői jogokat jelzi, nem szolgál a cikkben szereplő információk forrásmegjelöléseként.